# جومهر (حديبو)

تعديل مصدري - تعديل

جومهر إحدى قرى مديرية حديبو التابعة لمحافظة سقطرى، بلغ تعداد سكانها 35 نسمة حسب تعداد اليمن لعام 2004.